# Ambalanjanakomby
Ambalanjanakomby is een plaats en commune in het noordwesten van Madagaskar, behorend tot het district Maevatanana, dat gelegen is in de regio Betsiboka. Tijdens een volkstelling in 2001 telde de plaats 10.448 inwoners.
De plaats biedt enkel lager onderwijs aan. 85 % van de bevolking werkt als landbouwer en 5 % verdient zijn brood als visser. De belangrijkste landbouwproducten zijn rijst en erwten; andere belangrijke producten zijn bonen en mais. Verder heeft 5% een baan in de industrie.